# Гервасий Гоматски
Гервасий Гоматски (на гръцки: Όσιος Γερβάσιος o εκ Γοματίου) e източноправославен светец, почитан в лика на преподобните от XIX век.

## Биография
Роден е в края XVIII век в халкидическото село Гомати. Замонашва се в светогорския манастир Каракал. Става юродив. След смъртта му в началото на XIX век, е обявен за светец, тъй като мощите му били благоуханни.